# La senda tenebrosa
La senda tenebrosa (título original: Dark Passage) es una película de 1947 dirigida por Delmer Daves.
El guion se basa en la novela de 1946, del mismo título del escritor David Goodis. Fue la tercera película protagonizada por Bacall y Bogart, después de Tener y no tener (1944) y The Big Sleep (1946).

## Reparto
- Humphrey Bogart como Vincent Parry
- Lauren Bacall como Irene Jansen
- Agnes Moorehead como Madge Rapf
- Bruce Bennett como Bob
- Tom D'Andrea como Cabby (Sam)
- Clifton Young como Baker
- Douglas Kennedy como Detective Kennedy
- Rory Mallinson como George Fellsinger

## Recepción

### Taquilla
La película recaudó $2,31 millones en Estados Unidos y $1,11 millones en el extranjero, lo que suma un total mundial de $3,4 millones.

## Producción
Warner Bros. pagó al autor David Goodis 25.000 dólares por los derechos de la historia, que originalmente se había serializado en The Saturday Evening Post del 20 de julio al 7 de septiembre de 1946, antes de ser publicada en forma de libro. El propio Bogart había leído el libro y quería convertirlo en una película. At the time that Dark Passage was shot, Bogart was the best-paid actor in Hollywood, averaging $450,000 a year.
Robert Montgomery había realizado la película La dama del lago (1946) que también utiliza una técnica de "cámara subjetiva", en la que el espectador ve la acción a través de los ojos del protagonista. Esta técnica fue utilizada en 1927 en Francia por Abel Gance para Napoleón y por el director Rouben Mamoulian para los primeros cinco minutos de Dr. Jekyll y Mr. Hyde (película de 1931). El crítico de cine Hal Erikson cree que Dark Passage hace un mejor trabajo al utilizar esta técnica de punto de vista, y escribe: "La primera hora de Dark Passage hace lo mismo, y los resultados son mucho más exitosos que todo lo visto en la película de Montgomery".
Según Bacall, en su autobiografía By Myself, durante el rodaje de Dark Passage, el pelo de Bogart comenzó a caerse a mechones, como resultado de la alopecia areata, aunque las fotos de su boda en 1945 muestran que Bogart había estado perdiendo el pelo dos años antes. Al final del rodaje llevaba una peluca completa. Finalmente, Bogart se sometió a inyecciones de B12 y a otros tratamientos para contrarrestar los efectos, pero se vio obligado a llevar una peluca completa en su siguiente película, El tesoro de Sierra Madre.

## Datos sobre la película
- H.F. Koenekamp realizó los efectos especiales. Se utilizó la cámara subjetiva para situar al espectador en la piel de Humphrey Bogart, antes de someterse a la cirugía estética.
- Destaca la precisión sobre el desarrollo de la operación quirúrgica.

### Lugares de rodaje
Partes de la película se filmaron en locaciones de San Francisco, California, incluyendo la Escalera Filbert y el sistema de teleférico de San Francisco. El elegante edificio Malloch de Telegraph Hill se usó para el apartamento de Irene Jansen, donde Parry se esconde y se recupera de su cirugía. Apartment Number 10 was Jansen's. The current residents of that apartment occasionally place a cutout of Bogart in the window.

### Respuesta de la crítica
El crítico de cine Bosley Crowther le dio a la película una crítica mixta y no quedó impresionado por la actuación de Bogart, pero sí por el trabajo de Bacall. Escribió:

Cuando [Bogart] finalmente se presenta ante la cámara, parece inusualmente apacible y reservado, un estado en el que Bogart no aparece en su mejor momento teatral. Sin embargo, el tono de su actuación se ve compensado en cierta medida por el de la señorita Bacall, que genera bastante presión como una chica de mirada aguda y que sabe lo que quiere.

Él argumentó que la mejor parte de la película es: 

San Francisco ... se emplea de forma liberal y vívida como el El guionista y director Delmar Daves ha utilizado de forma muy inteligente y eficaz las pintorescas calles de esa ciudad y sus impresionantes panoramas... para dar un telón de fondo dramático a su increíble historia. Así que, aunque la historia te aburra (y puede que te aburra debido a su desfase), normalmente puedes disfrutar del paisaje, que es tan bueno como un diario de viaje.

En Rotten Tomatoes, la película tenía un índice de aprobación del 90 % basado en 31 reseñas hasta 2022, con una calificación promedio de 7,7/10. Metacritic le asignó a la película una puntuación media ponderada de 68 sobre 100, basada en 10 críticos, lo que indica "críticas generalmente favorables".